# Gustav von Bartenwerffer

Gustav von Bartenwerffer

Gustav Friedrich Wilhelm Stanislaus von Bartenwerffer (* 10. Juni 1872 in Nancy; † 8. Januar 1947 in Berlin-Lichterfelde) war ein deutscher Offizier und Politiker (DNVP).

## Leben
Er war der Sohn des späteren preußischen Generals der Infanterie Conrad von Bartenwerffer (1835–1919) und dessen Ehefrau Marie, geborene Kleffel (1846–1926). Sein Vater war am 25. April 1885 durch Wilhelm I. in den erblichen preußischen Adelsstand erhoben worden. Der spätere preußische Generalmajor Paul von Bartenwerffer (1867–1928) war sein älterer Bruder.
Bartenwerffer besuchte zunächst Gymnasien in Metz, Königsberg und Oldenburg. 1890 trat er als Fahnenjunker in das Oldenburgische Infanterie-Regiment Nr. 91 der Preußischen Armee ein. Im weiteren Verlauf seiner Militärkarriere war Bartenwerffer 1913/14 als Major im Großen Generalstab tätig. Zu Beginn des Ersten Weltkriegs war er beim Chef des Generalstabes des Feldheeres und wurde im Jahr darauf Abteilungsleiter. Von 1916 bis 1918 diente er als Chef des Generalstabes der Armeegruppe „Bernhardi“. Nach Kriegsende trat er als Chef der Zentralabteilung wieder in den Großen Generalstab ein und wurde 1919 als Oberst mit der Auflösung aus dem aktiven Dienst verabschiedet. Danach lebte Bartenwerffer in Thale im Harz. Für die Deutschnationale Volkspartei (DNVP) gehörte er von 1930 bis Ende 1933 als Abgeordneter für den Wahlkreis 10 (Magdeburg) dem Reichstag in Berlin an.